# Supercopa da União Soviética de futebol
A Supercopa / Supertaça da URSS[carece de fontes?] era uma competição realizada na União Soviética organizada pela Federação de futebol da União Soviética, na disputa pelo troféu estavam 2 equipas, a vencedora do Campeonato Soviético de Futebol e a vencedora da Copa / Taça da URSS.
A competição não era jogada regularmente,a primeira edição foi realizada em 1977, a segunda em 1980, a terceira foi realizada em 1983 e a partir daí foi realizada anualmente até ao ano de 1986, a última foi realizada em 1988, até que em 1991 houve o dissolução da URSS.

## Finais
| Temporada | Vencedor              | Resultado             | Finalista             | Estádio                                                  |
| --------- | --------------------- | --------------------- | --------------------- | -------------------------------------------------------- |
| 1977      | Dínamo de Moscovo     | 1-0                   | Dínamo de Kiev        | Estádio Boris Paichadze, Tiblíssi                        |
| 1980      | Dínamo de Kiev        | 1-1 (5-4 pen.)        | Shakhtar Donetsk      | Estádio Lokomotiv, Simferopol                            |
| 1983      | Shakhtar Donetsk      | 2-1, 1-1 (3-2 global) | Dnipro Dnipropetrovsk | Estádio Shakhtar, Donetsk Estádio Meteor, Dnepropetrovsk |
| 1984      | Zenit São Petersburgo | 2-1, 1-0 (3-1 global) | Dínamo de Moscovo     | Estádio Kirov, Leningrado Estádio Dínamo, Moscovo        |
| 1985      | Dínamo de Kiev        | 2-2 (3-1 (pen.)       | Shakhtar Donetsk      | Estadio Republicano, Kiev                                |
| 1986      | Dínamo de Kiev        | 1-1 (5-4 (pen.)       | Torpedo Moscovo       | Estádio Lenin, Moscovo                                   |
| 1988      | Dnipro Dnipropetrovsk | 3-1                   | Metalist Kharkiv      | Estádio Central, Sochi                                   |

## Títulos por clube
| Club                  | Vencedor | 2° | Anos vencedor    |
| --------------------- | -------- | -- | ---------------- |
| Dínamo Kiev           | 3        | 1  | 1980, 1985, 1986 |
| Shakhtar Donetsk      | 1        | 2  | 1983             |
| Dnipro Dnipropetrovsk | 1        | 1  | 1988             |
| Dínamo de Moscovo     | 1        | 1  | 1977             |
| Zenit São Petersburgo | 1        | -  | 1984             |
| Metalist Kharkiv      | -        | 1  |                  |
| Torpedo Moscovo       | -        | 1  |                  |